# Hemistola annuligera
Hemistola annuligera là một loài bướm đêm trong họ Geometridae.